# Alexandre Mauguin
Pour les articles homonymes, voir Mauguin.
Alexandre Mauguin est un homme politique français né le 30 janvier 1838 à Allerey (Côte-d'Or) et décédé le 4 mars 1916 à Alger (Algérie).

## Biographie
Imprimeur, il est maire de Blida et conseiller général. Il est député de l'Algérie française de 1881 à 1885, siégeant avec la majorité opportuniste. Il est sénateur de l'Algérie française de 1885 à 1894. Neveu de François Mauguin.
Alexandre Mauguin fit construire la ferme Faizant (devenue Haouch Zeroual, à 15 km, au pied sud du mont Chenoua) que l’école militaire de Cherchel utilisa à partir de 1959 pour former les officiers de réserve.
L’imprimerie Mauguin fonctionne encore à Blida et fut dirigée jusque dans les années 2010 par Chantal Lefèvre, arrière-petite-fille d’Alexandre Mauguin, revenue en Algérie en 1993.

## Sources
- « Alexandre Mauguin », dans Adolphe Robert et Gaston Cougny, Dictionnaire des parlementaires français, Edgar Bourloton, 1889-1891 [détail de l’édition]
- « Alexandre Mauguin », dans le Dictionnaire des parlementaires français (1889-1940), sous la direction de Jean Jolly, PUF, 1960 [détail de l’édition]